# Leandra peltata
Leandra peltata är en tvåhjärtbladig växtart som beskrevs av John Julius Wurdack. Leandra peltata ingår i släktet Leandra och familjen Melastomataceae. Inga underarter finns listade i Catalogue of Life.